# Метрономске ознаке
Метроном је справа за одређивање–мерење брзине извођења неке композиције, скале или етиде. Сваки метрономски откуцај представља један тактов део.
Метрономи старије производње су сатни механизми купастог облика са шипкастом шеталицом на којој се налази покретни тег. На металној плочици испод шеталице исписана су темпа (од најспоријег, 40 откуцаја у минути, до најбржег, 208 откуцаја). Шеталица чини константне и равномерне покрете са једне на другу страну, при чему се чују откуцаји. 
Када је тег при врху, покрети шеталице и откуцаји су спорији, а бржи су ако је спуштен.
Најпознатији метроном ове врсте је Мелцелов (Johann Nepomuk Mälzel, изумитељ метронома, 1815. године). 
Данас су у употреби и електронски метрономи (на струју или батерије) у облику џепног дигитрона. Они немају ни шеталицу ни тег. Брзина откуцаја се на њима подешава кружним регулатором или чак једноставним избором жељене брзине (броја). Притиском на одређене тастере брзина се прикаже на малом екрану–дисплеју.

## Метрономске ознаке
Композитори често на почетку партитуре, изнад линијског система, поред ознаке за темпа уписују и метрономску ознаку (енг. metronome mark, нем. metronomangaben), да би прецизније одредили жељену брзину извођења музичког дела, док у неким случајевима уписују само метрономску ознаку, без ознаке за темпо, рецимо MM = 112.
|  | Објашњење метрономске ознаке Написана ознака значи да ће метроном откуцати 112 пута у минути, тј. да том брзином треба да се свира свака четвртина ноте. |

|  |  |  |
|  |  |  |

## Метрономске ознаке за три врсте темпа
- за спора темпа MM = 40 – 68
- за умерена темпа MM = 68 – 108
- за брза темпа MM = 108 – 200

## Вежбање уз метроном
Увежбавање скале, етиде или музичког комада треба обављати уз метроном. Ова корисна справа ће безгрешно ”открити” сва ритмичка одступања.
Почетници се крајње изненаде кад (свирајући уз метроном) открију у којој мери су ритмички непрецизни. Нису ни били свесни да на појединим местима мењају темпо.
Зато, да би се постигла ритмичка прецизност и временом се ”уградила” у себе, треба вежбати уз метроном.

## Како се вежба уз метроном и метрономске ознаке
Музичке целине не треба одмах свирати у задатом темпу (нпр.: MM = 120). До њега се стиже на следећи начин:
- Вежбање почиње понављањем одређеног проблема 3 до 4 пута у споријем темпу (нпр.: MM = 76), а затим се понови 3 до 4 пута у нешто бржем темпу (следећи подељак, MM = 84), па 3 до 4 пута у још бржем темпу (следећи подељак, MM = 92), па још брже (MM = 100).

Ако у овој брзини (MM = 100) неки технички део ”запиње”, тј. извођач се осећа ”нелагодно”, то је сигуран показатељ да треба да снизи темпо (нпр.: MM = 84) и понови цео описани поступак.
- У овом другом кругу понавља се само по 2 до 3 пута сваки одсек. Многи се изненаде када са лакоћом достигну метрономски подељак MM = 100, и са без проблема одсвирају дотада проблематично место.
- Све ово изнова вежбати, и то примењујући исти начин, редослед и поступак, док год се са лакоћом не достигне жељени темпо (у овом случају подељак MM = 120).[5]